# Abkommen zur Erhaltung der Seehunde im Wattenmeer

Unterzeichnerstaaten des Seehundabkommens

Das Abkommen zur Erhaltung der Seehunde im Wattenmeer (engl. Agreement on the Conservation of Seals in the Wadden Sea, WSSA) ist ein multilaterales Umweltabkommen basierend auf der Bonner Konvention. Das Abkommen war das erste Regionalabkommen innerhalb der Bonner Konvention. Es wurde am 16. Oktober 1990 unterzeichnet und trat am 1. Oktober 1991 in Kraft. Weitere Regionalabkommen wurden nach demselben Muster verabschiedet. Das Abkommen soll die Erhaltung der Population der Seehunde im Wattenmeer sicherstellen.
Unterzeichnerstaaten sind Dänemark, Deutschland und die Niederlande. Als Sekretariat des Abkommens dient das Gemeinsame Wattenmeersekretariat (offizielle Bezeichnung: Common Wadden Sea Secretariat, CWSS).
Grundsätze zum Seehundmanagement werden zwischen Deutschland, Dänemark und den Niederlanden in einem regelmäßig aktualisierten Plan festgelegt. Das Vorgehen in den Ländern Schleswig-Holstein, Hamburg und Niedersachsen regelt eine mit Jagd-, Naturschutz- und Tierschutz-Vertretern abgestimmte „Richtlinie zur Behandlung von erkrankt, geschwächt oder verlassen aufgefundenen Robben“. Sie ist für alle Behörden und Dienststellen der genannten Länder maßgebend.
Die Seehundstation Friedrichskoog ist eine gemäß dem Abkommen zur Erhaltung der Seehunde im Wattenmeer autorisierte Aufnahmestelle für verlassene oder erkrankt aufgefundene Robben in der schleswig-Holsteinischen Gemeinde Friedrichskoog.